# Jaroslav Kulich
Jaroslav Kulich (30. prosince 1913 – 19. července 1977) byl český fotbalový záložník a protektorátní reprezentant.

## Fotbalová kariéra
Za protektorátní reprezentaci odehrál 27. srpna 1939 přátelské utkání s Jugoslávií, které skončilo výhrou 7:3. V československé lize hrál za SK Baťa Zlín.

## Ligová bilance
| Ročník               | Zápasy | Góly | Klub         |
| -------------------- | ------ | ---- | ------------ |
| Státní liga 1938/39  | 19     | 0    | SK Baťa Zlín |
| Národní liga 1939/40 | 9      | 0    | SK Baťa Zlín |
| Národní liga 1940/41 | -      | 0    | SK Baťa Zlín |
| Národní liga 1941/42 | -      | 0    | SK Baťa Zlín |
| Národní liga 1942/43 | -      | 0    | SK Baťa Zlín |
| Národní liga 1943/44 | 2      | 0    | SK Baťa Zlín |
| CELKEM 1. liga       | -      | 0    |              |